# Pergamon (album)
Quichotte is een livealbum van Tangerine Dream. TD was vooral in het Verenigd Koninkrijk en West-Duitsland populair. Maar zoals andere band kon een optreden in Oost-Duitsland niet uitblijven. De band trad eind januari 1980 op in het Palast der Republik in Oost-Berlijn. De opnamen verschenen op het staatsplatenlabel in Oost-Duitsland Amiga Schallplatten onderdeel van de VEB Deutsche Schallplatten. Quichotte verwijst naar Don Quichotte, of de band daarmee een politiek statement wilde afgeven is niet bekend. Don Quichotte draaide in een bioscoop nabij de plaats waar het concert werd gegeven.

## Musici
Opvallend bij dit album is dat Franke hier als eerste wordt genoemd:
- Christopher Franke – synthesizers, elektronische percussie
- Edgar Froese – synthesizers, elektrische gitaar
- Johannes Schmoelling – synthesizers, piano

## Muziek
| Nr. | Titel                                       | Duur  |
| --- | ------------------------------------------- | ----- |
| 1.  | Don Quichotte (Franke, Froese, Schmoelling) | 23:33 |

| Nr. | Titel                                       | Duur  |
| --- | ------------------------------------------- | ----- |
| 1.  | Don Quichotte (Franke, Froese, Schmoelling) | 22:30 |

## Pergamon
In 1986 verscheen het album bij Virgin Records, het officiële platenlabel van de band destijds. Ook nu was er een naamgever: het Pergamon Museum in Oost-Berlijn. De titels van de muziek bleven ongewijzigd. Uitgifte vond waarschijnlijk plaats in verband met het feit dat TD overstapte naar het platenlabel Jive Records.